# Stauros Foukarīs
Stauros Foukarīs (in greco Σταύρος Φουκαρής?; Famagosta, 15 aprile 1975) è un ex calciatore cipriota, di ruolo difensore.

## Carriera

### Club
Ha giocato nella massima serie cipriota con Anorthosis Famagosta e Nea Salamis.

### Nazionale
Ha esordito con la nazionale cipriota nel 1998, giocando 3 partite fino al 2003.